# Premios Billboard de la Música Latina
Los Premios Billboard de la Música Latina (en inglés: Billboard Latin Music Awards) surgieron del programa de Billboard Music Awards de la revista Billboard, una publicación de la industria que registra el éxito de las ventas y la difusión radial de las grabaciones musicales. Los premios Billboard son los premios de mayor duración en la industria de la música hispana después de los Premios Lo Nuestro. Las ceremonias de premiación se llevan a cabo durante la misma semana que Latinfest+ (anteriormente conocida como la conferencia de Música Latina de Billboard). La primera ceremonia se entregó en 1994. Además de los premios otorgados en base al éxito en las listas de Billboard, la ceremonia incluye el «premio espíritu de la esperanza» por logros humanitarios y el «premio a la trayectoria artística», así como premios del socio de transmisión. El cantante español Enrique Iglesias ha ganado 47 premios, y la colombiana Shakira es la mujer más premiada, con 42 premios. La premiación incluye participantes de los Estados Unidos, América Latina y España, aunque otros países son elegibles si un artista interpreta música latina.
Desde 1999, la ceremonia de premiación se transmite por la cadena de televisión Telemundo, donde se convirtió en el especial musical de mayor audiencia de la cadena junto a los premios Latin American Music. La ceremonia se transmite a todo el continente americano y Puerto Rico. Desde 2021, el galardón es el mismo micrófono dorado de la ceremonia original.

## Ceremonias
| #  | Ceremonia                                 | Recinto                                                           |
| -- | ----------------------------------------- | ----------------------------------------------------------------- |
| 01 | Premios Billboard a la música latina 1994 | Miami, Florida, Estados Unidos.                                   |
| 02 | Premios Billboard a la música latina 1995 | Miami, Florida, Estados Unidos.                                   |
| 03 | Premios Billboard a la música latina 1996 | Gusman Center for the Performing Arts, Miami, Florida.            |
| 04 | Premios Billboard a la música latina 1997 | Gusman Center for the Performing Arts, Miami, Florida.            |
| 05 | Premios Billboard a la música latina 1998 | Fontainebleau Hotel, Miami Beach, Florida                         |
| 06 | Premios Billboard a la música latina 1999 | Fontainebleau Hotel, Miami Beach, Florida                         |
| 07 | Premios Billboard a la música latina 2000 | Jackie Gleason Theater, Miami Beach, Florida.                     |
| 08 | Premios Billboard a la música latina 2001 | Jackie Gleason Theater, Miami Beach, Florida                      |
| 09 | Premios Billboard a la música latina 2002 | Jackie Gleason Theater, Miami Beach, Florida.                     |
| 10 | Premios Billboard a la música latina 2003 | Miami Arena, Miami, Florida.                                      |
| 11 | Premios Billboard a la música latina 2004 | Miami Arena, Miami, Florida                                       |
| 12 | Premios Billboard a la música latina 2005 | Miami Arena, Miami, Florida.                                      |
| 13 | Premios Billboard a la música latina 2006 | Seminole Hard Rock Hotel & Casino, Hollywood, Florida             |
| 14 | Premios Billboard a la música latina 2007 | BankUnited Center, Coral Gables, Florida.                         |
| 15 | Premios Billboard a la música latina 2008 | Seminole Hard Rock Hotel & Casino, Hollywood, Florida             |
| 16 | Premios Billboard a la música latina 2009 | BankUnited Center, Coral Gables, Florida.                         |
| 17 | Premios Billboard a la música latina 2010 | Coliseo de Puerto Rico José Miguel Agrelot, San Juan, Puerto Rico |
| 18 | Premios Billboard a la música latina 2011 | BankUnited Center, Coral Gables, Florida.                         |
| 19 | Premios Billboard a la música latina 2012 | BankUnited Center, Coral Gables, Florida.                         |
| 20 | Premios Billboard a la música latina 2013 | BankUnited Center, Coral Gables, Florida.                         |
| 21 | Premios Billboard a la música latina 2014 | BankUnited Center, Coral Gables, Florida.                         |
| 22 | Premios Billboard a la música latina 2015 | BankUnited Center, Coral Gables, Florida.                         |
| 23 | Premios Billboard a la música latina 2016 | BankUnited Center, Coral Gables, Florida.                         |
| 24 | Premios Billboard a la música latina 2017 | Watsco Center, Coral Gables, Florida.                             |
| 25 | Premios Billboard a la música latina 2018 | Mandalay Bay Events Center, Las Vegas                             |
| 26 | Premios Billboard a la música latina 2019 | Mandalay Bay Events Center, Las Vegas,                            |
| 27 | Premios Billboard a la música latina 2020 | BB&T Center, Sunrise, Florida,                                    |
| 28 | Premios Billboard a la música latina 2021 | Watsco Center, Coral Gables, Florida                              |
| 29 | Premios Billboard a la música latina 2022 | Watsco Center, Coral Gables, Florida                              |
| 30 | Premios Billboard a la música latina 2023 | Watsco Center, Coral Gables, Florida                              |